# Puchuncaví
Puchuncaví est une commune du Chili dans la Province de Valparaiso, elle-même située dans la région de Valparaiso. En 2016, sa population s'élevait à 15 179 habitants. La superficie de la commune est de 300 km2 (densité de 51 hab./km2).
La commune se trouve sur la côte de l'Océan Pacifique dans la région centrale du Chili. Sa population est essentiellement citadine (86% en 2002). Une fonderie de cuivre et une raffinerie sont installées sur le territoire de la commune. Lorsque les espagnols arrivent dans la région Puchuncaví constitue sans doute déjà un hameau par lequel passe un chemin inca reliant le Chili à la capitale de l'empire inca Cuzco. Le conquistador Pedro de Valdivia est le premier espagnol à pénétrer dans la vallée Puchuncaví.Il donne le territoire à un de ses soldats, le milanais Vicenzo del Monte neveu du pape Jules II et les descendants de celui-ci subdivisent par la suite le territoire. En 1691 la paroisse de Puchuncaví est créée. En 1894 la commune de Quintero-Puchuncaví est créée par regroupement de deux agglomérations. Puchuncaví devient une commune à part entière en 1925 mais en 192 les communes de Quintero et Puchuncavi sont à nouveau fusionnées avant d'être de nouveau scindées en 1944. Sous la dictature militaire de Augusto Pinochet un camp de prisonniers politiques est installé à Puchuncaví de 1973 à 1976.

## Environnement
Le gouvernement chilien décide en 1958 de sacrifier la côte et l'activité agricole et de pêche artisanale qui s'y déroulait pour y développer un pôle industriel. Depuis lors, les habitants respirent les gaz émis par quatre centrales thermiques à charbon et des raffineries de brut et de cuivre. Les eaux environnantes sont également considérablement polluées. La population, et en particulier les enfants et les femmes enceintes, est exposée à des intoxications et des maladies chroniques.
L'association écologiste Greenpeace dénonce une situation « pire » qu'à Tchernobyl, après l'accident nucléaire de 1986, car « ce n'est pas à cause d'un accident, mais de sites qui opèrent au quotidien et qui polluent en continu ».
Entre août et septembre 2018, un nuage toxique a noirci le ciel. Plus de 1 300 habitants se sont rendus aux urgences pour des vertiges, des nausées, des maux de tête et des éruptions cutanées. Selon le Collège des médecins, bien que les symptômes ne soient pas visibles chez les enfants et les femmes enceintes, ces gaz peuvent provoquer des séquelles. L'exposition à ces substances « va entraîner, tôt ou tard, l'apparition d'une maladie ou d'une tumeur ».
En 2019, la Cour suprême du Chili a estimé que la négligence de l’État chilien avait mis en danger « la santé, et même la vie des personnes ». Le gouvernement doit alors reconnaitre que « toutes sortes d'entreprises ont été installées là, sans aucune règle, générant des abus vis-à-vis des populations et de la nature ».